# データ通信
データ通信（データつうしん）とは、データ通信（データ・コミュニケーション / data communication）の明確な定義はないとされるが、データ伝送（データ・トランスミッション / data transmission、機械によって処理される、あるいは処理された情報の伝送）と、データ処理（データ・プロセッシング / data processing、コンピュータによる情報処理）の両方機能を一つにまとめたものとされる。
しかし、現在は主に
1. コンピュータ同士で情報をやり取り（データ伝送しデータ処理）すること。また、そのサービス。→ データ通信、コンピュータネットワーク、インターネット、パソコン通信、移動体通信、無線アクセスなど
2. 特に、メインフレーム間、あるいはメインフレームと端末間のやりとり、オンラインシステムでのデータのやり取り

について言う。

## データ通信システム
データ伝送系とデータ処理系に分類される。
- データ伝送系 / 端末装置、データ伝送回線、通信制御装置
- データ処理系 / 周辺装置、中央処理装置

## データ伝送系

### 端末装置
ターミナル、ターミナルステーションのこと。ディスプレイ、キーボード、マウスなどのいわゆるパーソナルコンピュータ、携帯情報端末 (PDA)、現金自動支払い機、など「データ通信システム」と人間の接点になるもの。

### データ伝送回線
- データ伝送回線とは、データ伝送媒体のことである。

#### 通信回線
- アナログ回線（主に交流、電話回線など）
- デジタル回線（広く電磁波を使用）

#### 変復調装置（モデム）
- 通信回線の終端にある装置。単にモデムとも呼ばれる。

#### 通信制御装置（CCU,Communication Control Unit）
- データ伝送系とデータ処理系の接点。両者を結合させる装置。

## データ処理系
中央処理装置と周辺装置に分けられる。

## 歴史
- 1940年
当時データの通信は、紙テープを読ませ、受け取り側で穿孔することで行なわれていた。しかし、データを処理する機械（コンピュータではない）は紙のパンチカードを使って処理していた。そのため、紙テープ → カードへの変換が必要であったが、この作業を自動化する装置をIBMが開発した。
- 1954年5月
カードからカードに直接伝送が出来る装置（データ・トランシーバ）をIBMが開発した。
- 1958年
管制所のコンピュータを中心に、監視システム、邀撃空軍基地、最高司令部を結ぶアメリカ空軍のデータ処理システムSAGE（Semi-automatic Ground Environment）が完成した。
- 1964年
アメリカン航空会社の座席予約システム SABRE（Semi Automatic Business Research Environment）が稼働。
MITのCTSS（Compatible Time Sharing System）が開発される。
1964年東京オリンピックで各会場を結んでの記録、得点システムが稼動（日本における実用化第一号）。

## 技術

### プロトコル
データ通信を行なうためには確実にデータをやり取りするための仕組みが必要である。これをプロトコルという。通信回線上でのデータのやり取りをすることを基本としている。

#### STR
STR (Synchronous Transmitter Receiver) は、1960年にIBMが作ったプロトコルである。初期のプロトコルであり、磁気テープのデータを送るのを始めとして、カード、紙テープなどのデータをやり取りするために使われた。同期データ通信として広く使われたプロトコルの最初の物である。

#### BSC
BSC (Binary Synchronous Communication) は、1対1だけではなく1対多の通信やバイナリデータを透過的に送ることが出来るプロトコルである。STRの後継としてIBMによって開発された。それと同時にANSIでも規格化され、ANSI X3.28として規格化されている。